# أنغور (يانغي)
أنغور هي بلدة في مقاطعة أنغور في ولاية صرخنداريا في أوزبكستان.